# Chlorophorus yedoensis
Chlorophorus yedoensis là một loài bọ cánh cứng trong họ Cerambycidae.